# James Castro
James "Taganga" Castro (Santa Marta, Magdalena, Colombia; 24 de noviembre de 1985) milita en el futbol colombiano, Juega de mediocampista y actualmente milita en el Unión Magdalena de la Categoría Primera A colombiana.

## Clubes
| Club             | País     | Año             |
| ---------------- | -------- | --------------- |
| Unión Magdalena  | Colombia | 2005 - 2007     |
| Cúcuta Deportivo | Colombia | 2008 - 2009     |
| Deportivo Pasto  | Colombia | 2009            |
| Unión Magdalena  | Colombia | 2010 - 2011     |
| Boyacá Chicó     | Colombia | 2012            |
| Águilas Doradas  | Colombia | 2013            |
| Cúcuta Deportivo | Colombia | 2013            |
| Uniautónoma      | Colombia | 2014            |
| Cúcuta Deportivo | Colombia | 2016 - 2019     |
| Unión Magdalena  | Colombia | 2020 - Presente |

## Estadísticas
- Actualizado al 13 de diciembre de 2021 según referencias:[2][3][4]

| Club                        | Div.          | Temporada     | Liga  | Liga  | Copa Nacional | Copa Nacional | Copa Internacional | Copa Internacional | Total | Total |
| Club                        | Div.          | Temporada     | Part. | Goles | Part.         | Goles         | Part.              | Goles              | Part. | Goles |
| --------------------------- | ------------- | ------------- | ----- | ----- | ------------- | ------------- | ------------------ | ------------------ | ----- | ----- |
| Unión Magdalena · Colombia  | 1.ª           | 2005          | 68    | 9     | —             | —             | —                  | —                  | 68    | 9     |
| Unión Magdalena · Colombia  | 2.ª           | 2006          | 68    | 9     | —             | —             | —                  | —                  | 68    | 9     |
| Unión Magdalena · Colombia  | 2.ª           | 2007          | 68    | 9     | —             | —             | —                  | —                  | 68    | 9     |
| Unión Magdalena · Colombia  | 2.ª           | 2010          | 68    | 9     | —             | —             | —                  | —                  | 68    | 9     |
| Unión Magdalena · Colombia  | 2.ª           | 2011          | 31    | 4     | 5             | 1             | —                  | —                  | 36    | 5     |
| Unión Magdalena · Colombia  | 2.ª           | 2020          | 20    | 0     | —             | —             | —                  | —                  | 20    | 0     |
| Unión Magdalena · Colombia  | 2.ª           | 2021          | 34    | 2     | —             | —             | —                  | —                  | 34    | 2     |
| Unión Magdalena · Colombia  | Total club    | Total club    | 153   | 15    | 5             | 1             | 0                  | 0                  | 158   | 16    |
| Cúcuta Deportivo · Colombia | 1.ª           | 2008          | 21    | 0     | 1             | 0             | 8                  | 0                  | 30    | 0     |
| Cúcuta Deportivo · Colombia | 1.ª           | 2009          | 9     | 0     | 1             | 0             | —                  | —                  | 10    | 0     |
| Cúcuta Deportivo · Colombia | 1.ª           | 2013          | 13    | 0     | 2             | 0             | —                  | —                  | 15    | 0     |
| Cúcuta Deportivo · Colombia | 1.ª           | 2016          | 23    | 6     | 7             | 2             | —                  | —                  | 30    | 8     |
| Cúcuta Deportivo · Colombia | 2.ª           | 2017          | 32    | 3     | 6             | 0             | —                  | —                  | 38    | 3     |
| Cúcuta Deportivo · Colombia | 2.ª           | 2018          | 23    | 2     | 4             | 1             | —                  | —                  | 27    | 3     |
| Cúcuta Deportivo · Colombia | 1.ª           | 2019          | 32    | 4     | —             | —             | —                  | —                  | 32    | 4     |
| Cúcuta Deportivo · Colombia | Total club    | Total club    | 156   | 15    | 21            | 0             | 8                  | 0                  | 185   | 15    |
| Deportivo Pasto · Colombia  | 1.ª           | 2009          | 10    | 1     | 6             | 4             | —                  | —                  | 16    | 5     |
| Deportivo Pasto · Colombia  | Total club    | Total club    | 10    | 1     | 6             | 4             | 0                  | 0                  | 16    | 5     |
| Boyacá Chicó · Colombia     | 1.ª           | 2012          | 40    | 9     | 9             | 2             | —                  | —                  | 49    | 11    |
| Boyacá Chicó · Colombia     | Total club    | Total club    | 40    | 9     | 9             | 2             | 0                  | 0                  | 49    | 11    |
| Águilas Doradas · Colombia  | 1.ª           | 2013          | 6     | 0     | 5             | 1             | —                  | —                  | 11    | 1     |
| Águilas Doradas · Colombia  | Total club    | Total club    | 6     | 0     | 5             | 1             | 0                  | 0                  | 11    | 1     |
| Uniautónoma · Colombia      | 1.ª           | 2014          | 25    | 0     | 7             | 2             | —                  | —                  | 32    | 2     |
| Uniautónoma · Colombia      | Total club    | Total club    | 25    | 0     | 7             | 2             | 0                  | 0                  | 32    | 2     |
| Total carrera               | Total carrera | Total carrera | 390   | 40    | 53            | 10            | 8                  | 0                  | 451   | 50    |

## Palmarés

### Campeonatos nacionales
| Título    | Club             | País     | Año  |
| --------- | ---------------- | -------- | ---- |
| Primera B | Cúcuta Deportivo | Colombia | 2018 |